# Jörn Albrecht
Jörn Albrecht (* 31. August 1939 in Berlin) ist ein deutscher Sprachwissenschaftler und emeritierter Professor an der Ruprecht-Karls-Universität Heidelberg.

## Leben
Jörn Albrecht wuchs in Schwaben auf und studierte in Berlin und Tübingen Romanistik, Germanistik und Allgemeine Sprachwissenschaft, unterbrochen durch einen einjährigen Aufenthalt in Frankreich als Assistent für Deutsch an einem Lycée (assistant d’allemand) sowie kürzere Studienaufenthalte in Frankreich, Spanien und Italien. Das erste Staatsexamen (1966), die Promotion zum Thema Le français langue abstraite? (1970) und die Habilitation (1977) erfolgten in Tübingen. Von 1971 bis 1974 war er Lektor für deutsche Sprache an der Universität Florenz. Danach war er an verschiedenen Universitäten in unterschiedlichen Positionen tätig.
Von 1978 bis 1981 hatte er eine Lehrstuhlvertretung für Romanische Sprachwissenschaft an der Universität Würzburg inne, von 1981 bis 1984 war er Professor für Italianistik an der Johannes Gutenberg-Universität Mainz in Germersheim, danach besetzte er den Lehrstuhl für Allgemeine und Angewandte Sprachwissenschaft in Mainz-Germersheim. Seit 1991 war er Lehrstuhlinhaber am Institut für Übersetzen und Dolmetschen (IÜD) an der Ruprecht-Karls-Universität Heidelberg, mit besonderer Berücksichtigung des Französischen. 2004 wurde er emeritiert.
Albrechts Forschungsschwerpunkte sind die literarische Übersetzung, Textlinguistik und der Strukturalismus. Die thematische Spanne seiner wissenschaftlichen Arbeiten reicht von philosophischen und allgemein sprachwissenschaftlichen Studien, historischen, deskriptiven und kontrastiven Untersuchungen zum Französischen, Italienischen und Deutschen über Monographien und Aufsätze zur Übersetzungsforschung bis hin zur Einzelinterpretation literarischer Texte sowie Übersetzungen aus dem Französischen und Italienischen.
Albrecht gehört zum Beirat der Fachzeitschrift Rezensionszeitschrift zur Literaturübersetzung.

## Wissenschaftliche Veröffentlichungen (Auswahl)
- Le français langue abstraite? Diss. Tübingen 1970
- mit Richard Baum (Hrsg.): Fachsprache und Terminologie in Geschichte und Gegenwart. Narr Francke Attempto, Tübingen 1992 ISBN 3-8233-4521-4
- Literarische Übersetzung. Geschichte-Theorie-Kulturelle Wirkung. Wissenschaftliche Buchgesellschaft  WBG, Darmstadt 1998 ISBN 3-534-10915-5
- Europäischer Strukturalismus. Ein forschungsgeschichtlicher Überblick. Darmstadt 1988. (2. völlig überarb. und erw. Fassung. Tübingen 2000 ISBN 3-8252-1487-7)
- Eugenio Coseriu: Textlinguistik. Eine Einführung. Hg. und Bearb. Jörn Albrecht. Tübingen 1980
- Eugenio Coseriu: Geschichte der Sprachphilosophie. Von den Anfängen bis Rousseau. Neu bearb. und erw. von Jörn Albrecht. Francke, Tübingen 2003 ISBN 3-7720-2979-5
- mit Peter Kofler (Hrsg.): Die Italianistik in der Weimarer Klassik. Das Leben und Werk von Christian Joseph Jagemann, 1735-1804. Narr, Tübingen 2006 ISBN 3-8233-6233-X
- mit Frank Harslem (Hrsg.): Heidelberger Spätlese. Ausgewählte Tropfen aus verschiedenen Lagen der spanischen Sprach- und Übersetzungswissenschaft. Festschrift zum 70. Geburtstag von Nelson Cartagena. Romanistischer Verlag, Bonn 2008 ISBN 978-3-86143-183-1
- Übersetzung und Linguistik. Grundlagen der Übersetzungsforschung, 2. 2. überarb. Aufl. Narr, Tübingen 2013 ISBN 978-3-8233-6793-2
- mit Hans-Martin Gauger (Hrsg.): Sprachvergleich und Übersetzungsvergleich. Leistung und Grenzen, Unterschiede und Gemeinsamkeiten. Peter Lang, Frankfurt 2001 ISBN 3-631-38483-1 (Reihe: TransÜD. Arbeiten zur Theorie und Praxis des Übersetzens und Dolmetschens, 3)
- Jörn Albrecht et al. (Hrsg.): Translation und interkulturelle Kommunikation. Publikationen des Fachbereichs Angewandte Sprachwissenschaft der Johannes Gutenberg-Universität Mainz in Germersheim, 8. Peter Lang, Frankfurt 1987
- mit Heidrun Gerzymisch-Arbogast, Dorothee Rothfuß-Bastian (Hrsg.): Übersetzung - Translation - Traduction. Neue Forschungsfragen in der Diskussion. Festschrift für Werner Koller. Narr, Tübingen 2004 (= Jahrbuch Übersetzen und Dolmetschen, 5)
- mit Iris Plack: Europäische Übersetzungsgeschichte. Narr Francke Attempto, Tübingen 2018.